# Pieve di Teco
Pieve di Teco är en ort och kommun i provinsen Imperia i regionen Ligurien i Italien. Kommunen hade 1 361 invånare (2018).